# Carmen Morales (taekwondo)
Carmen Morales (12 de agosto de 1974) es una deportista mexicana que compitió en taekwondo. Ganó una medalla en los Juegos Panamericanos de 2003, y dos medallas en el Campeonato Panamericano de Taekwondo en los años 1994 y 2000.

## Palmarés internacional
| Juegos Panamericanos    | Juegos Panamericanos            | Juegos Panamericanos | Juegos Panamericanos |
| Año                     | Lugar                           | Medalla              | Categoría            |
| ----------------------- | ------------------------------- | -------------------- | -------------------- |
| 2003                    | Santo Domingo (Rep. Dominicana) | Medalla de bronce    | –49 kg               |
| Campeonato Panamericano |                                 |                      |                      |
| Año                     | Lugar                           | Medalla              | Categoría            |
| 1994                    | Heredia (Costa Rica)            | Medalla de plata     | –60 kg               |
| 2000                    | Oranjestad (Aruba)              | Medalla de oro       | –51 kg               |